# Feliks Chrzan
Feliks Chrzan (ur. 9 września 1911 w Grodzisku Dolnym, zm. 19 kwietnia 1985 w Gdyni) – polski ichtiolog, profesor zwyczajny.

## Życiorys
W 1938 roku ukończył studia na Wydziale Rolnym Uniwersytetu Jagiellońskiego i podjął pracę w Szkole Rybackiej w Sierakowie. W czasie II wojny światowej był dowódcą kolumny Armii Krajowej, przebywał w niewoli, a następnie został kierownikiem Doświadczalnej Stacji Rybackiej w Rożnowie. Po zakończeniu wojny pracował na Uniwersytecie Jagiellońskim, a od października 1945 roku w Morskim Laboratorium Rybackim w Gdyni. Karierę naukową rozwinął w Szkole Głównej Gospodarstwa Wiejskiego w Warszawie, gdzie w 1951 obronił pracę doktorską, w 1954 został profesorem nadzwyczajnym i w 1965 uzyskał tytuł profesora zwyczajnego.
W latach 1951–1973 był kierownikiem zespołu ichtiologów Morskiego Instytutu Rybackiego. Uczestniczył również w pracach zespołów ponadkrajowych: komitetu Ryb Wędrownych, Ryb Dennych i Bałtyckiej Grupie Roboczej ds. Łososia Międzynarodowej Rady Badań Morza (ICES, 1949–1985) oraz Międzynarodowej Komisji Rybołówstwa Północno-Zachodniego Atlantyku (ICNAF, 1961–1972). Pracował także jako wykładowca akademicki w Wyższej Szkole Handlu Morskiego w Sopocie (później włączonej do Uniwersytetu Gdańskiego).
Dorobek naukowy obejmuje ponad 100 pozycji. Jego specjalizacją były badania ryb łososiowatych, w tym zwłaszcza troci wiślanej, a także dorsza atlantyckiego. Zajmował się także zagadnieniami związanymi z rybołówstwem.
Odznaczony medalem 10-lecia Polski Ludowej (1955), Krzyżem Kawalerskim Orderu Odrodzenia Polski (1959), Złotą Odznaką „Zasłużony Pracownik Morza“ (1965), Medalem Komisji Edukacji Narodowej i odznaką honorową „Zasłużonym Ziemi Gdańskiej” (1973).